# Ogden Heights
Die Ogden Heights sind abgeflachte und hauptsächlich vereiste Anhöhen im ostantarktischen Viktorialand. Sie bilden südöstlich des Tantalus Peak über eine Länge von 11 km einen Teil der Südwand des oberen Abschnitts des Priestley-Gletschers.
Die Südgruppe einer von 1962 bis 1963 durchgeführten Kampagne im Rahmen der New Zealand Geological Survey Antarctic Expedition landete unweit dieser Anhöhen. Namensgeber ist Leutnant John H. Ogden von der United States Navy, Pilot bei den Flügen zur Luftunterstützung dieser Mannschaft.